# Nowe Marzy
Nowe Marzy is een dorp in het Poolse woiwodschap Koejavië-Pommeren, in het district Świecki. De plaats maakt deel uit van de gemeente Dragacz en telt 160 inwoners.